# Tchistogorski
Tchistogorski (Чистого́рский) est un village (de 1977 à 2004 commune urbaine) de Russie situé dans l'arrondissement (raïon) de Novokouznetsk de l'oblast de Kemerovo, siège administratif du conseil rural de la Ters. Il a été fondé en 1973.

## Géographie
La partie centrale de la localité se trouve à 197 mètres d'altitude.

## Population
- 2002: 4348
- 2010: 4607
- 2021: 4379

## Économie
- Complexe de production agricole Tchistogorski. On y élève en particulier la race de porcs de Kemerovo et aussi depuis 2016 celle de Tchistogorski.
- ОАО Slavino
- ОАО Tchistogorski
- Usine d'alimentation expérimentale de Novokouznetsk

## Infrastructures
Le village dispose d'une école d'une école d'art, de deux jardins d'enfants, d'une bibliothèque, d'un établissement de santé et de plusieurs magasins de chaîne d'alimentation («Мясо», СПК «Чистогорский» et «Молоко и молочные продукты», ООО «Славино»). 